# Marthe Keller

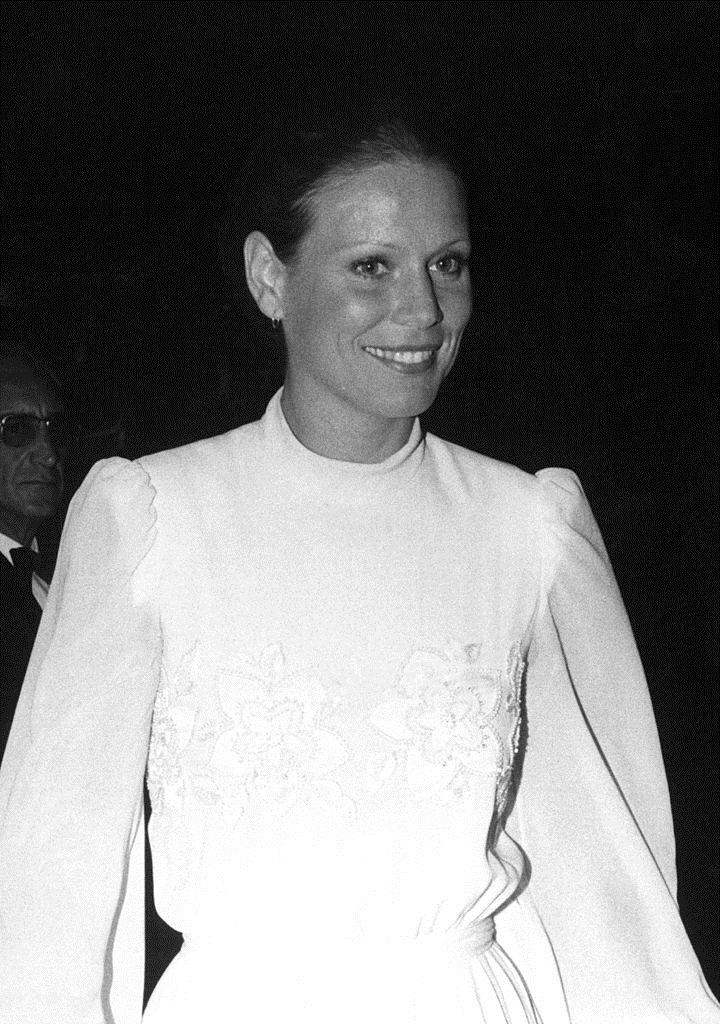
Marthe Keller în 1975 la Monte Carlo

Marthe Keller  (n. 28 ianuarie 1945, Basel, Cantonul Basel-Oraș, Elveția) este o actriță elvețiană de film, teatru și de televiziune. Printre cele mai cunoscute filme ale sale se numără Maratonistul (regia John Schlesinger, 1978) pentru care a primit o nominalizare la Globul de Aur.

## Biografie
Keller a studiat baletul în copilărie, dar a trebuit să renunțe după un accident de schi, la vârsta de 16 ani. A trecut la actorie și a lucrat în Berlin la Schiller Theater și la Berliner Ensemble.
Primele apariții ale lui Keller în film au fost în Funeral in Berlin (1966, nemenționată) și în filmul german Wilder Reiter GmbH (1967). A apărut într-o serie de filme franceze în anii 1970, incluzând Un Cave (1971), La Raison du Plus Fou (1973) și Toute Une Vie / And Now My Love (1974). Cele mai faimoase apariții în filmul american sunt interpretarea nominalizată la Globul de Aur ca iubita lui Dustin Hoffman în Maratonistul (1976) și interpretarea ei ca terorist palestinian femme fatale care conduce un atac la Super Bowl în Duminica neagră (1977, regia  John Frankenheimer). Keller a jucat alături de Al Pacino în drama romantică din 1977 Bobby Deerfield, bazat pe romanul lui Erich Maria Remarque Der Himmel kennt keine Günstlinge (Raiul nu cunoaște minuni), iar ulterior cei doi actori au fost implicați într-o relație de dragoste. De asemenea, a jucat alături de William Holden în drama romantică Mitul Fedorei din 1978 a lui Billy Wilder.
După 1978, Keller a lucrat mai mult în cinematografia europeană decât la Hollywood. Filmele sale ulterioare includ Oci ciornîe (1987), alături de Marcello Mastroianni.
În aprilie 2016, a fost aleasă președinta juriului pentru secțiunea Un Certain Regard al Festivalului de Film de la Cannes 2016.

## Viața privată
Keller are un fiu, Alexandre (născut în 1971), din relația sa cu regizorul Philippe de Broca.

## Filmografie selectivă
- 1966 Funeral in Berlin, regia Guy Hamilton
- 1967 Wilder Reiter GmbH
- 1969 Pack den Tiger schnell am Schwanz (Le Diable par la queue)
- 1970 Capriciile Mariei (Les Caprices de Marie), regia Philippe de Broca
- 1972 Fata bătrână (La vieille fille), regia Jean-Pierre Blanc
- 1973 Durch Paris mit Ach und Krach (Elle court, elle court la banlieue)
- 1974 Ein Leben lang (Toute une vie)
- 1974 Die Antwort kennt nur der Wind, regia Alfred Vohrer
- 1976 Ein Koffer aus Lausanne (Le Guêpier)
- 1976 Maratonistul (Marathon Man), regia John Schlesinger
- 1977 Duminica neagră (Black Sunday), regia John Frankenheimer
- 1977 Bobby Deerfield, regia Sydney Pollack
- 1978 Mitul Fedorei (Fedora), regia Billy Wilder
- 1980 Die Formel (The Formula)
- 1981 Der zweite Mann (The Amateur)
- 1984 Femeile nimănui (Femmes de personne), regia Christopher Frank
- 1985 Rote Küsse (Rouge Baiser)
- 1985 Joan Lui, regia Adriano Celentano
- 1987 Oci ciornîe (Очи чёрные / Oci ciornîe), regia Nikita Mikhalkov
- 1989 Georg Elser - un german (Georg Elser – Einer aus Deutschland), regia Klaus Maria Brandauer
- 1991 Schattenwelt (Lapse of Memory)
- 1994 Meine Freundin Max (Mon amie Max)
- 1995 Erklärt Pereira (Sostiene Pereira)
- 1997 Die Schwächen der Frauen (Elles)
- 1998 Schule des Begehrens (L’École de la chair)
- 2002 Aaron und der Wolf (Time of the Wolf)
- 2003 Par amour (film TV)
- 2004 Die Nacht singt ihre Lieder
- 2006 Fragile
- 2007 In der Glut der Sonne (UV)
- 2007 Chrysalis – Tödliche Erinnerung (Chrysalis)
- 2008 Cortex
- 2010 Hereafter - Dincolo de viata (Hereafter), regia Clint Eastwood
- 2011 Mein bester Feind
- 2011 Kleine Riesen (Les Géants)
- 2012 Au galop
- 2013 Choral des Todes (La Marque des anges – Miserere)
- 2014 Homo Faber (drei Frauen), regia Richard Dindo (semi-documentar)
- 2015 Amnesia
- 2016 La Vie à l’envers (Fernsehfilm)
- 2016 Die Ökonomie der Liebe (L’Économie du couple)
- 2017 The Escape
- 2018 The Witness
- 2019 La Sainte Famille
- 2020 Surioara (Schwesterlein), regia Stéphanie Chuat și Véronique Reymond
- 2020 Wanda, mein Wunder
- 2022 Toată lumea o iubește pe Jeanne (Tout le monde aime Jeanne), regia Céline Devaux
- 2022 Maria Antoaneta (Marie Antoinette), regia Deborah Davis
- 2023 Mars Express (animație), regia Jérémie Périn : sincronizare
- 2023 One Life, regia James Hawes

## Televiziune
- 1964: Der trojanische Krieg findet nicht statt (film TV)
- 1965: Sie schreiben mit (serial TV, Die Entscheidung)
- 1965: Und nicht mehr Jessica (film TV)
- 1971: Arsène Lupin, der Meisterdieb (Arsène Lupin) (serial TV, trei serii)
- 1982: Mânăstirea din Parma (La certosa di Parma) (miniserie TV)
- 1983: Wagner – Das Leben und Werk Richard Wagners (Wagner) (miniserie TV)
- 1991: Die junge Katharina (Young Catherine) (film TV)
- 1992: Herz gesucht (À deux pas du paradis) (film TV)
- 1992: Turbulenzen (Turbulences) (film TV)
- 1994: Tödliches Geld – Das Gesetz der Belmonts (film TV)
- 1995: Belle Époque (film TV, 3 părți)
- 2001: Ausgerechnet zu Weihnachten (Tout va bien c’est Noël!) (film TV)
- 2009: In einem anderen Licht (Sous un autre jour) (film TV)
- 2011: Die Verschwörung – Verrat auf höchster Ebene (Page Eight) (film TV)
- 2017: Sources assassines (film TV)
- 2018: Für meinen Glauben (film TV)
- 2018: The Romanoffs – Die blaue Stunde (The Romanoffs – The Violet Hour) (serie TV, o parte)